# Shouf Shouf!
Shouf Shouf! és una sèrie de comèdia holandesa que va ser emesa per VARA a Nederland 3. És una seqüela de la popular comèdia multicultural Shouf Shouf Habibi! del 2004. La primera temporada, de dotze capítols, es va emetre de l'1 de gener al 19 de març del 2006 i va ser dirigida per Tim Oliehoek, coneguda per la comèdia d'acció Vet Hard (2005). La tercera, i fins ara la darrera, temporada de la sèrie es va emetre els mesos de primavera del 2009.
La sèrie va guanyar un dels Premis Ondas 2006.

## Argument
Mentre que a Shouf Shouf Habibi! també va tenir un costat dramàtic, a Shouf Shouf! posa l'èmfasi sobretot a l'humor. El grup d'amics format per Aps, Rachid, Mussi i Robbie és central; a cada episodi tornen a tenir problemes. El germà d'Aps, Driss i la mare Khadija també apareixen regularment a la sèrie. La seva germana Leila (Touriya Haoud) i el seu germà Samir (Najib Amhali) de Shouf Shouf Habibi! no apareixen a la sèrie, sinó que s'introdueixen una mena de “successors espirituals”. A Samira Saleh, que es reuneix regularment amb Ap i els altres, es poden reconèixer molts dels trets rebels i liberals de Leila. I el cosí Karim, com Samir, és un oficial de policia marroquí holandès. Un altre nou personatge és el veí Henk Boerman.
Igual que a Shouf Shouf Habibi! dins de Shouf Shouf! s'han abordat les diferències culturals entre holandesos i marroquins.

## Repartiment
| Personatge             | Actor/actriu      | Període   |
| ---------------------- | ----------------- | --------- |
| Abdullah 'Ap' Bentarek | Mimoun Oaïssa     | 2006-2009 |
| Rachid Boussabon       | Mimoun Ouled Radi | 2006-2009 |
| Mussi                  | Mohammed Chaara   | 2006-2009 |
| Robbie                 | Leo Alkemade      | 2006-2009 |
| Samira Saleh           | Maryam Hassouni   | 2006-2007 |
| Driss Bentarek         | Iliass Ojja       | 2006-2009 |
| Alex                   | Jelka van Houten  | 2009      |
| Roy                    | John Wijdenbosch  | 2009      |

1. ↑  Shouf Shouf! de serie terug bij VARA op Nederland 3, mediacourant.nl
2. ↑  Calidad y humor en televisión y radio, protagonistas en la entrega de los Ondas, El País, 24 de novembre de 2016
3. ↑  Jaap Kooijman Fabricating the Absolute Fake: America in Contemporary Pop Culture, p. 138